# 石井政之
石井 政之（いしい まさゆき、1965年7月 - ）は、日本のノンフィクション作家である。評論家、ユニークフェイス当事者運動の創始者。

## 経歴
愛知県名古屋市出身。愛知県立愛知工業高等学校を経て、豊橋技術科学大学を卒業後、1990年よりフリーライターとして活動を始める。
生来より右顔面に大きな血管腫があり、顔面や肉体の奇形・変形について多く記している。
1999年に当事者グループ「ユニークフェイス」を設立し、2001年にNPO法人化して2015年に解散した。
2016年に「ユニークフェイス研究所」を設立した。
顔に疾患・外傷のある人たちを「ユニークフェイス」と称し、自身も実名と素顔を現して、当事者組織で活動した。

## 著書
- 『顔面漂流記 --アザをもつジャーナリスト』（かもがわ出版、1999）『顔面バカ一代』講談社文庫
- 『迷いの体 --ボディイメージのゆらぎを生きる』（三輪書店、2001）
- 『肉体不平等　ひとはなぜ美しくなりたいのか?』（平凡社新書、2003）
- 『顔がたり　ユニークフェイスな人びとに流れる時間』（まどか出版、2004）
- 『人はあなたの顔をどう見ているか』（ちくまプリマー新書　筑摩書房、2005）

## 共編著
- 見つめられる顔 ユニークフェイスの体験 藤井輝明,松本学共編著 高文研 2001
- 顔とトラウマ 医療・看護・教育における実践活動 藤井輝明共著 かもがわ出版 2001
- 知っていますか?ユニークフェイス一問一答 松本学,藤井輝明共編著 解放出版社 2001
- 文筆生活の現場 ライフワークとしてのノンフィクション（編著）中公新書ラクレ 2004
- 自分の顔が許せない! 中村うさぎ対談 平凡社新書 2004
- 「見た目」依存の時代 「美」という抑圧が階層化社会に拍車を掛ける 石田かおり共著 原書房 2005